# Gordon Matta-Clark
Gordon Roberto Echaurren Matta, noto come Gordon Matta-Clark (New York, 22 giugno 1943 – New York, 27 agosto 1978), è stato un artista e architetto statunitense.

## Biografia
Nacque a New York da due artisti, Roberto Matta, pittore ed architetto cileno, e Anne Clark, artista statunitense. Dal 1961 al 1966 studiò architettura presso l'Università Cornell di Ithaca. Nel 1969 Matta Clark fu invitato da Willoughby Sharp all'esibizione Earth Art per aiutare gli artisti partecipanti nell'esecuzione delle loro opere. In seguito Sharp lo spinse a trasferirsi a New York e lo introdusse così nella scena artistica della Grande Mela.
Nei primi anni '70, entrato a far parte di Anarchitecture (crasi di anarchy e architecture coniata da lui e da amici come Laurie Anderson, Richard Nonas e Lucio Pozzi) Group,  incominciò a creare tagli, bucature e fratture all'interno di oggetti tridimensionali messi a disposizione da vari musei. Nel frattempo applicò gli stessi tagli a solai, muri e intere case, creando una riflessione sul concetto di riempimento e di svuotamento dello spazio in architettura. Nel 1971, in alcuni terreni in prossimità del ponte di Brooklyn, durante una sua performance artistica arrostì un maiale e ne distribuì la carne ai presenti. Nello stesso anno aprì, con Carol Godden e Tina Girouard, Food, un ristorante gestito da artisti nel quartiere di SoHo, che diverrà un punto di riferimento per artisti e musicisti, tra cui Philip Glass. Nel 1973 Matta Clark abbandonò la gestione del ristorante.
Il 1974 fu l'anno di Bingo, mentre il 1975 vide la partecipazione dell'artista alla Biennale di Parigi, nella quale egli presentò Conical Intersect, producendo un foro conico all'interno di due edifici nel quartier des Halles, che saranno demoliti per la costruzione del Centro Georges Pompidou. Seguì una vivace attività artistica, che vide la nascita di City Slivers e Day's End (1975). 
Matta Clark morì a trentacinque anni il 27 agosto 1978 a causa di un tumore al pancreas. Nel 1985 si tenne la prima retrospettiva dell'artista, organizzata dal Museum of Contemporary Art di Chicago e proseguita per tutto il mondo in numerosi musei tra i quali lo Stedelijk Museum di Amsterdam e il Kunsthalle di Basilea.

## Videografia
- Program One: Chinatown Voyeur (1971), su eai.org.
- Program Two (1971-1972), su eai.org.
  -  Tree Dance (1971), su eai.org.
  -  Open House (1972), su eai.org.
- Program Three (1971-1975), su eai.org.
  -  Fire Child (1971), su eai.org.
  -  Fresh Kill (1972), su eai.org.
  -  Day's End (1975), su eai.org.
- Food (1972), su eai.org.
- Program Five (1972-1976), su eai.org.
  -  Automation House (1972), su eai.org.
  -  Clockshower (1973), su eai.org.
  -  City Slivers (1976), su eai.org.
- Program Four: Sauna View (1973), su eai.org.
- Program Six (1974-1976), su eai.org.
  -  Splitting (1974), su eai.org.
  -  Bingo/Ninths (1974), su eai.org.
  -  Substrait (Underground Dailies) (1976), su eai.org.
- Program Seven (1974-2005), su eai.org.
  -  Conical Intersect (1975), su eai.org.
  -  Sous-Sols de Paris (Paris Underground) (1977-2005), su eai.org.
- The Wall (1976-2007), su eai.org.
- Program Eight: Office Baroque (1977-2005), su eai.org.